# Qûtb ud-Dîn Aibak
Pour les articles homonymes, voir Aybak.
Oybeck ou Aibak ou Aybak (né vers 1150 – mort en 1210) est un gouverneur de l'Inde musulmane, puis premier sultan de Delhi (1206-1210) et fondateur de la dynastie des Esclaves, également connue sous le nom de dynastie de Muizzî.
Oybeck, un membre de la tribu des Aybak, naît au Turkestan. Enfant, il est capturé et vendu comme esclave à Nishâpur, change de maître et passe au service de Muhammad Ghûrî, qui, depuis sa région de Ghor dans le centre de l'Afghanistan, avait fait la conquête de Ghaznî, de Multân, du Sind, de Lâhore et de Delhi. Oybeck, qui avait connu une ascension spectaculaire, sortant du rang pour devenir général et homme de confiance de Muhammad, responsable de ses campagnes indiennes, période où il connaît ses plus grands succès militaires, et de l'administration de ses possessions indiennes lorsque Muhammad concentre son attention sur l'Asie centrale après la deuxième bataille de Tarâin, à partir de 1192. Il accède alors à une quasi position de vice-roi de Muhammad sur ses terres indiennes, réprime des révoltes à Ajmer (1192) et Mirâth (1194), prête assistance à Muhammad pour battre le râja Jayachandra de Kânauj, ravage la plaine gangétique, puis mène une expédition victorieuse contre le râja Bhîma Deva du Goujerat. 
Il serait responsable de l'attaque de Sarnath, un des lieux saints du Bouddhisme.
À la mort de Muhammad, qui disparaît sans héritier, il lui succède, après une courte lutte pour le pouvoir, et règne sur les terres de son prédécesseur sauf celles d'Asie centrale qui sont conquises par Gengis Khan.
Au cours de son règne de quatre ans, il fait montre de qualités d'administrateur, et il est le véritable fondateur de la puissance musulmane en Inde, se considérant comme le dirigeant du pays qui n'est plus considéré dorénavant par les musulmans comme une réserve de pillage. Oybeck déplace la capitale de son empire de Ghaznî à Lâhore, puis, plus tard à Delhi. Il a entamé la construction des premiers monuments musulmans de la ville, comme la mosquée Quwaat ul-Islâm et le Qûtb Minâr, qui sont achevés par son successeur Iltutmish. Il est connu, durant son règne, sous le nom de « Lakh Baksh », donneur de lakh, en raison de sa générosité. Oybeck meurt accidentellement en 1210 à Lahore, au cours d'un match de polo, écrasé par son cheval après une chute. Il est enterré près du bazar d'Anarkali à Lâhore. Son tombeau ayant été détruit lors de l'attaque des Mongols sur la ville 1241, un nouveau mausolée a été construit au-dessus de sa tombe au cours des années 1970.

## Source
- Louis Frédéric, Dictionnaire de la civilisation indienne, Robert Laffont, 1987, 1276 p. (ISBN 2-221-01258-5)